# دوري لاوس لكرة القدم 1992
دوري لاوس لكرة القدم 1992 هو موسم من دوري لاوس لكرة القدم. فاز فيه Lao Army F.C. ‏.